# Pobre Konrad
Con la designación de Pobre Konrad (en alemán Armer Konrad o a veces Armer Kunz) se designaron conjuras y revueltas campesinas de la región de Wurtemberg en el Sacro Imperio Romano Germánico que tuvieron lugar en el año 1514 en contra del Duque Ulrico de Wurtemberg. Se consideran, juntamente con el llamado "Bundschuh Bewegung" como antecedentes de la Guerra de los campesinos alemanes. En el emblema de los conjurados figuraba debajo de las palabras Der arme Konrad (El pobre Konrad) un campesino acostado delante de una cruz.

## Causas

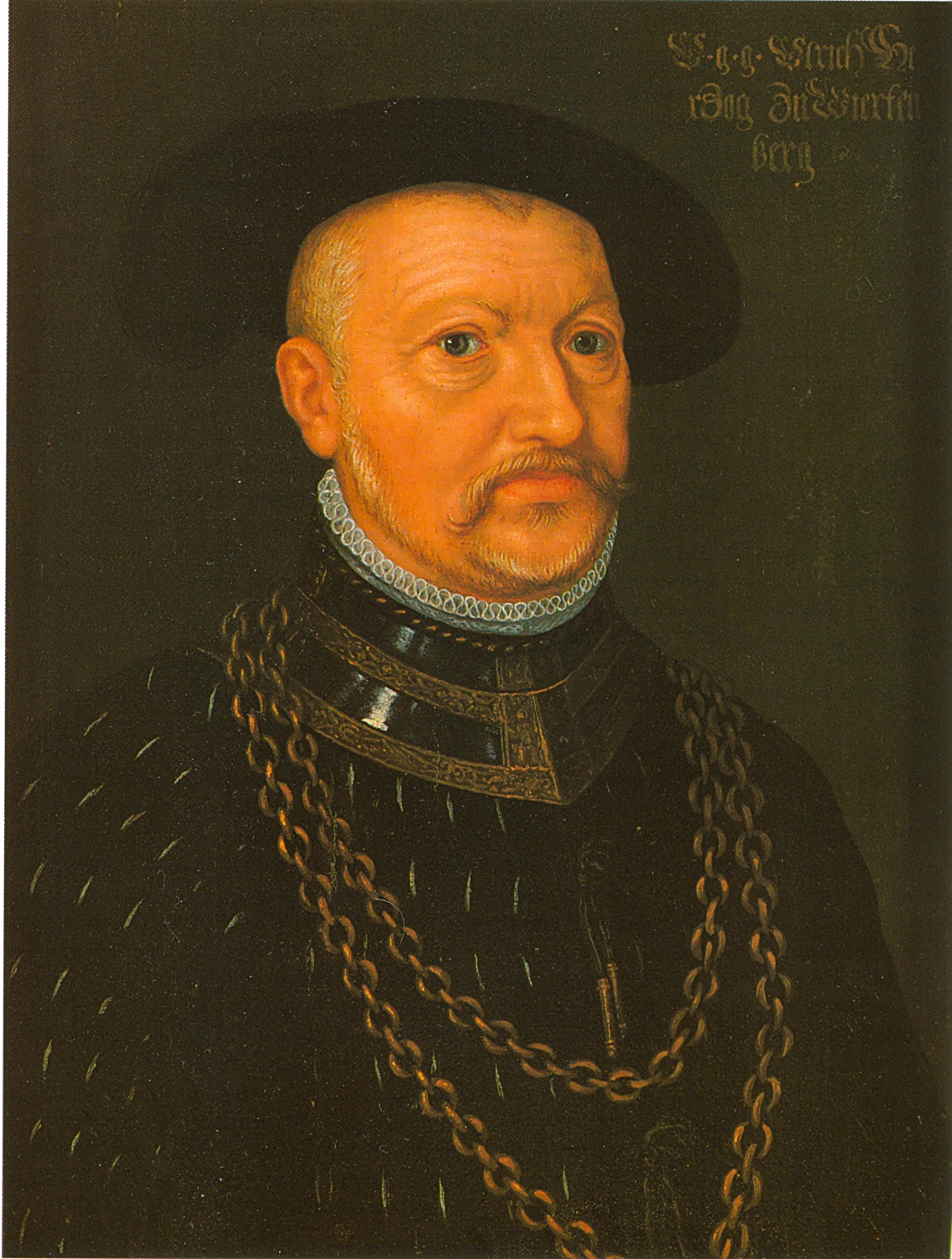
El Duque Ulrico de Wurtemberg.

Las causas del levantamiento eran las condiciones económicas cada vez más difíciles de los sectores populares, especialmente del campesinado, que los forzaban de más en más a someterse al régimen de la servidumbre.
El Duque Ulrico de Wurtemberg, conocido por su vilipendioso tren de vida pese a estar sumamente endeudado, buscaba aún los medios para financiar su guerra contra Borgoña en el año 1513. A tal efecto, incrementó los impuestos en su ducado con perjuicio para los sectores más pobres. Especialmente irritante fue la reducción de la masa de las pesas oficiales. Con esta medida, los productores obtenían, por ejemplo, por un kilogramo de harina sólo el importe correspondiente a 700 gramos.

## Desarrollo de la revuelta
Peter Gaiß de Beutelsbach (apodado "Gaisspeter") se rebeló en contra de esa artimaña y propuso el 2 de mayo de 1514 un "Juicio de Dios" (Gottesurteil) u ordalía mediante la así llamada "prueba del agua". Las nuevas pesas oficiales debían ser arrojadas en el río Rems en Großheppach. Si flotaban, eran justas, caso contrario se declararían falsas. Como era de esperar, este "juicio de Dios" dio la razón a los campesinos.
Las autoridades exigieron otra ordalía en sentido inverso, pero Gaisspeter rechazó tal posibilidad y la situación escaló. Declaró ser "el pobre Konrad", término con lo que quería simplemente mentar el hombre común. La revuelta tomó entonces dicho nombre colectivo. Multitudes comenzaron a reunirse en Schorndorf, lo que impresionó al Duque Ulrico y le indujo a realizar concesiones tácticas. Esto apaciguó la situación por un momento, pero poco tiempo después estallaron nuevamente tumultos en Leonberg y en Grüningen, alentados por el párroco de esa ciudad, el Dr. Rainhard Gaißlin, quien criticaba el egoísmo y la ignorancia del Duque. Gaispeter, por su parte, recorrió nuevamente los campos arengando a los campesinos a levantarse.
Entretanto, el 8 de julio de 1514 el duque firmó con los otros estamentos sociales de la región, especialmente con el clero, la nobleza y el patriciado, el llamado Acuerdo de Tubinga de 1514 (en alemán el Tübingervertrag), por el cual los señores se comprometían a tomar a su cargo las deudas del Duque y a prestarle ayuda para aplastar las protestas campesinas.
Hacia mediados de julio, los rebeldes ocuparon durante diez días el pueblo de Schorndorf. Se produjeron diversos tumultos y el propio duque escapó de justeza a uno de ellos. Los campesinos organizaron una marcha hacia Wurtemberg, con la esperanza de incitar a otros a la rebelión y fortalecer el movimiento. Los campesinos habían establecido su punto de concentración en las colinas de Kappelberg, cerca de Beutelsbach.
Pero ante los rumores de que tropas del Duque se concentraban en las cercanías, muchos abandonaron el lugar hasta que el movimiento prácticamente se autodisolvió.

## La represión
Las tropas del Duque ocuparon sin resistencia el valle del Rems, capturaron a los cabecillas y los trasladaron a Shorndorf, donde fueron decapitados hacia principios de agosto. Otros activistas fueron torturados, humillados y marcados con fuego. Finalmente, unos 1700 campesinos del valle del Rems fueron hechos prisioneros, torturados, encadenados o decapitados.
Otros fueron obligados a pagar multas en metálico y fueron privados de sus derechos. La paz así lograda no duró mucho tiempo: diez años más tarde estallaban las revueltas conocidas como la Guerra de los campesinos alemanes.